# ウンポコ
『ウンポコ』は、新書館が発行していた漫画雑誌。季刊誌。『月刊ウィングス』の派生誌であり、正式には流通コードの無いコミックス（アンソロジーコミック）扱いであった。
雑誌名はスペイン語の「Un poco（少し）」から取られた。
また、同様の意味を持つ演奏記号の前置詞、接続詞、修飾語「（un） poco」から引用された説もある。

## 概要
2005年3月創刊。コメディ、ギャグ、エッセイ漫画が中心になっていた。2009年3月発売のvol.17をもって休刊した。
2012年6月より、新書館が配信している「Webウィングス」のうちコミック・エッセイのパートを「ウンポコweb」の名で独立すると発表。「ウンポコ」の名が3年ぶりに使用された。

## 主な掲載作品
- アランとドロン（潮須磨子）
- おまかせサイコBOYS（羽崎やすみ）
- おむさが（三池ろむこ）
- QPing（堀江蟹子）
- 少年よ耽美を描け（ミキマキ）
- スペースボンバー（あもりそうし）
- 青流学園男子中等部（松山花子）
- 戦う!セバスチャン（池田乾）
- 転校生が行く!!（BENNY'S）
- となりのネネコさん（宮原るり）
- ナデプロ!!（氷堂涼二、原案：元氣プロジェクト）
- 七色集団Nチーム（トノ・アンナ）
- 薔薇色の目眩（須田さぎり）
- FAMILY CRUNCH（マシュー正木）
- ぼくとおっちゃん（進藤ウニ）
- ほわグラ（阿部川キネコ）
  - ほわグラ - マンガ図書館Z(外部リンク)
- マーゴ（大沢ようすけ）
- ミルクマン（南国ばなな）
- 楽園番外地（桑田乃梨子）
- らぶきょん LOVE in 景福宮（パク・ソヒ、翻訳：佐島顕子）

### エッセイ
- あなたの町の生きてるか死んでるかわからない店探訪します（菅野彰×立花実枝子）
- 暴れん坊本屋さん（久世番子）
- イカサマアシスタントへの道（志々藤からり）
- 生きてゆく私（TONO）
- 犬行（鈴木有布子）
- うぐいすさんちの日常怪話（うぐいすみつる）
- ウモージャナイカ!（中貫えり）
- エーキ2のぶっちゃけ隊!（影木栄貴）
- 奥様はヲタク（なきりあやこ）
- お好み株食堂（佐久間智代）
- 黒猫エレジー（森平夏生）
- サッカーおばかさん（カトリーヌあやこ）
- すたすたスタさん（篠原烏堂）
- たもちーの動物小国（高群保）
- 猫鍋（佐久間智代）
- ネタも休み休み言え（くつきかずや）
- 番線（久世番子）
- 百姓貴族（荒川弘）
- 貧乏セレブ（橋本正枝）
- 坊主DAYS（杜康潤）